# آزیلیا بنکس
آزیلیا آماندا بنکس (به انگلیسی: Azealia Amanda Banks؛ زادهٔ ۳۱ مهٔ ۱۹۹۱) رپر، خواننده و ترانه‌سرای آمریکایی است. او در یکی از محلات شهر نیویورک، هارلم بزرگ شد. وی انتشار موسیقی را قبل از امضای قرارداد با ایکس‌ال رکوردینگز از سال ۲۰۰۸ در مای‌اسپیس در ۱۸ سالگی شروع کرد. پس از آن قراردادهایی با اینترسکوپ و پالیدور رکوردز امضا کرد و در نهایت در سال ۲۰۱۳ از آن‌ها جدا شد. بنکس به‌عنوان هنرمند مستقل فعالیت خود را آغاز نمود و شرکت ضبط مستقل خود با نام کیاس اند گلوری رکوردینگز را تأسیس کرد. او بعدها با شرکت‌های پارلفون و وارنر رکوردز قرارداد امضا کرد و سپس در سال ۲۰۲۳ شرکت ضبط خود را ترک کرد. 
ترانهٔ «۲۱۲» از بنکس توسط نشریات موسیقی از رولینگ استون استون و بیلبورد به‌عنوان یکی از بهترین ترانه‌های سال ۲۰۱۱ و یکی از قطعات شاخص دهه شناخته شد. از آن زمان تاکنون، وی سه میکس‌تیپ (فانتسی در سال ۲۰۱۲، اسلی-زی در سال ۲۰۱۶، راپانزل جوان قسمت دوم در سال ۲۰۱۹)، یک آلبوم استودیویی (بی‌پول با سلیقهٔ پرهزینه در سال ۲۰۱۴) و دو ئی‌پی (۱۹۹۱ در سال ۲۰۱۲ و رنگ‌های یخی تغییر می‌کنند در سال ۲۰۱۸) منتشر کرده‌است. در سال ۲۰۱۷ بنکس برای نخستین‌بار در دنیای سینما با فیلم درام موزیکال عشق بیت قافیه به‌عنوان بازیگر نقش اصلی ظاهر شد. آثار بنکس مورد تحسین منتقدان قرار گرفته و از سبک‌های مختلفی مانند هاوس، رپ، پاپ، موسیقی الکترونیک و آوانگارد بهره برده‌است. 
در طول دوران حرفه‌ای خود، حضور فعال بنکس در رسانه‌های اجتماعی و دیدگاه‌های صریح وی، به‌ویژه دربارهٔ سیاست‌های ایالات متحده و مسائل نژادی، همراه‌با درگیری‌هایی با دیگر هنرمندان، موجب بروز جنجال‌های فراوانی شده‌است. بنکس به اتهاماتی چون همجنس‌گراهراسی، ترنس‌هراسی و بیگانه‌هراسی نسبت به ملیت‌های مختلف متهم شده‌است. مجلهٔ کمپلکس در سال ۲۰۱۴ اشاره کرد که «او بیش از آن‌که برای موسیقی‌اش مورد توجه قرار گیرد، به‌خاطر درگیری‌های عمومی‌اش در مرکز توجه قرار می‌گیرد». 